# Chris Herren
Christopher Albert Herren, né le 27 septembre 1975 à Fall River au Massachusetts, est un ancien joueur américain de basket-ball ayant évolué au poste de meneur.